# Piloten som dödade sin fru
Likets otäcka hemligheter (engelska: The British Airways Killer) är en brittisk dokumentärserie som hade premiär på ITV den 26 februari 2024. Serien, som består av två avsnitt, hade premiär på TV4 Play den 25 februari 2025.

## Handling
Serien handlar om dråpet på Joanna Simpson som blev ihjälslagen av sin före detta man, British Airways-piloten Robert Brown.